# Nemzeti bajnokság I 1923/1924
Dvacátý první ročník Nemzeti bajnokság I (1. maďarské fotbalové ligy) se konal opět za účasti dvanácti klubů, které byli v jedné skupině a hrály dvakrát každý s každým.
Soutěž ovládl již pojedenácté ve své klubové historii a podeváté za sebou MTK Budapešť. Nejlepším střelcem se stal József Jeszmás (15 branek), který hrál za Újpest FC.